# 云纹海扇蛤
云纹海扇蛤（学名：Argopecten pelseneeri），是莺蛤目海扇蛤科Argopecten属的一种。主要分布于台湾，常栖息在浅海沙底。